# Kindelbrück
Kindelbrück (en allemand : /ˈkɪndl̩ˌbʁʏk/ ) est une ville allemande de Thuringe, située dans l'arrondissement de Sömmerda.
Kindelbrück est le siège de la communauté administrative de Kindelbrück qui regroupe la ville elle-même et les huit communes de Bitzingsleben, Büchel, Frömmstedt, Griefstedt, Herrnschwende, Kannawurf et Riethgen pour une superficie de 97,02 km2.